# Mar de Ojotsk
El mar de Ojotsk (en ruso: Охотское море, romanizado: Ojótskoye more) es un mar situado en el noroccidente del océano Pacífico, limitado por la península de Kamchatka en el este, las islas Kuriles en el sureste, la isla japonesa de Hokkaidō en el sur, la isla de Sajalín en el oeste y un largo tramo de la parte oriental de la costa de Siberia (incluidas las islas Chantar) en el oeste y norte.

## Hidrónimia
Lleva su nombre por el puerto de Ojotsk, el primer asentamiento ruso en el Lejano Oriente, que debe su nombre al río Ojota, que a su vez proviene de Even. Okat  - "río". Anteriormente se llamaba mar de Lama (del Even lama  - "mar") , así como mar de Kamchatka.
En idioma japonés, este mar se llamaba tradicionalmente Hokkai (北海), o «mar del Norte», pero como este término se utiliza ahora para referirse al mar del Norte europeo, el nombre se ha cambiado por Ohōtsuku-kai (オホーツク海), que es una transliteración del nombre ruso. Además, la subprefectura de Abashiri, la parte de la isla de Hokkaido que se enfrenta a este mar, a menudo se denomina como la región de Ojotsk ( Ohōtsuku-chihō, オホーツク地方).

## Geografía

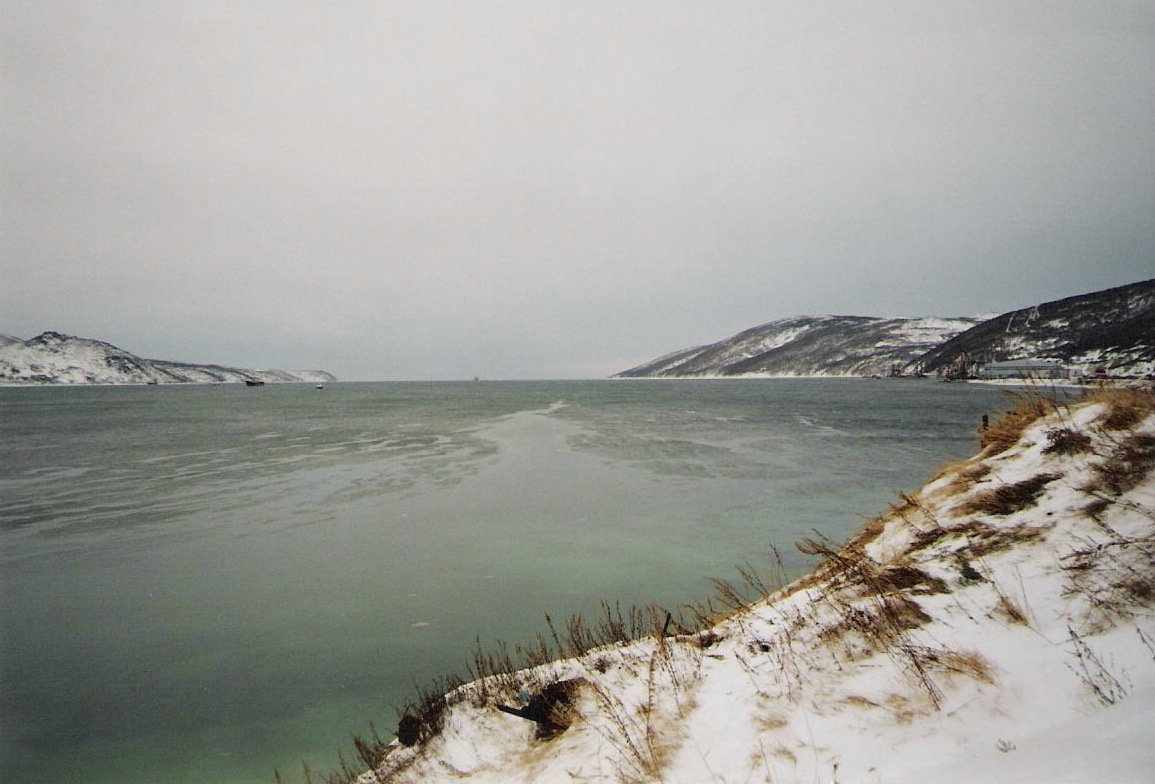
Vista de la bahía de Nagayevo, cerca de Magadán (Rusia).

El mar de Ojotsk tiene una longitud, en dirección SO-NE, de unos 2450 km, y en dirección SE-NO de unos 1400 km. Tiene una superficie total de 1 590 000 km², lo que lo convierten en el 15.º mar del mundo por extensión.
El mar de Ojotsk está conectado con el mar de Japón por ambos lados de la isla de Sajalin: en el oeste, a través del golfo de Sajalín y el estrecho de Tartaria; en el sur del país, a través del estrecho de La Pérouse. En la parte norte se encuentran el gran golfo de Shélijov, con las bahías de Guizhiguin y Pénzhina.
En invierno, la mayor parte del mar de Ojotsk, excepto el área que rodea las Kuriles, está congelado, haciendo difícil, e incluso imposible, la navegación por sus aguas. Esto se debe a la existencia de grandes témpanos de hielo que se forman por la gran cantidad de agua dulce que vierte el río Amur, que disminuye la salinidad y eleva el punto de congelación del mar. La distribución y espesor de la banquisa de hielo depende de muchos factores: la ubicación, la época del año, las corrientes de agua, el mar y las temperaturas. En verano, la banquisa se derrite y el mar vuelve a ser navegable.
Con la excepción de Hokkaidō, una de las islas del archipiélago japonés, el mar está rodeado por todos los lados por territorio administrado por la Federación de Rusia. Por esta razón, es generalmente considerado bajo soberanía rusa. 

### Islas
Algunas de las islas que limitan el mar de Ojotsk por el sur, como Hokkaido y Sajalín, son islas muy grandes. Prácticamente todas las islas en el mar de Ojotsk son, o bien islas costeras, o islas que pertenecen al archipiélago de las islas Kuriles. La isla de Iona (остров Ионы) es la única isla en el mar de Ojotsk que se encuentra en mar abierto, aunque es una isla diminuta. La mayoría de las islas del mar de Ojotsk están deshabitadas, siendo un lugar apropiado para el crecimiento de focas y aves marinas.

#### El enclave marítimo de Ojotsk
El enclave marítimo de Ojotsk, también conocido por su apodo Agujero de Cacahuete (llamado así por su forma), era una zona de mar abierto en el centro del mar de Ojotsk, de unos 55 kilómetros (34 millas) de ancho y 480 kilómetros (300 millas) de largo, que estaba rodeada por la zona económica exclusiva de Rusia (ZEE). Como el Peanut Hole no estaba en la ZEE rusa, cualquier país podía pescar en él, y algunos empezaron a hacerlo en grandes cantidades en 1991, sacando quizás hasta un millón de toneladas métricas de abadejo en 1992. La Federación Rusa consideró que esto suponía un peligro para las poblaciones de peces rusas, ya que los peces entran y salen del Peanut Hole desde la ZEE rusa.
La Federación Rusa solicitó a las Naciones Unidas que declarara el Peanut Hole como parte de la plataforma continental de Rusia. En noviembre de 2013, un subcomité de las Naciones Unidas aceptó el argumento ruso, y en marzo de 2014 la Comisión de Límites de la Plataforma Continental de las Naciones Unidas en pleno falló a favor de la Federación Rusa.

### Caza de ballenas
Barcos balleneros de  Estados Unidos y europeos  cazaron ballenas en este mar en el siglo XIX y principios del XX. Principalmente capturaban ballena franca del Pacífico Norte y ballena de Groenlandia. Varios barcos naufragaron.
Las poblaciones de ambas especies de ballenas  disminuyeron drásticamente, y los historiadores occidentales llegaron a pensar que la última se había extinguido. Los picos de capturas se produjeron en las décadas de 1840 y 1850. Se calcula que se capturaron hasta 15 200 ballenas de Groenlandia y 2400 ballenas de francas del Pacífico Norte.

### Puertos deportivos
Los principales puertos rusos de la región son Magadán (óblast de Magadán), Palana (Krai de Kamchatka) y Yuzhno-Sakhalinsk ( óblast de Sajalín). Además, en la isla japonesa de Hokkaidō están Abashiri, Monbetsu y Wakkanai.

### Reservas de petróleo
En la plataforma del mar de Ojotsk que se extiende a lo largo de la costa han sido identificadas veintinueve posibles zonas petrolíferas y gasísticas. Las reservas totales se estiman en 3,5 millones de toneladas de combustible equivalente, incluidos los 1,2 millones de toneladas de petróleo y 1,5 millones de metros cúbicos de gas.
El 18 de diciembre de 2011, la plataforma de perforación petrolífera rusa Kolskaya  volcó y se hundió en una tormenta en el mar de Ojotsk, a unos 124 km de la isla Sajalín, donde estaba siendo remolcado desde la península de Kamchatka. Al parecer, sus bombas fallaron, lo que provocó que hiciera agua y se hundiera. La plataforma transportaba 67 personas, de las cuales 14 fueron rescatadas por el rompehielos Magadan y el remolcador Natftogaz-55. La plataforma estaba subcontratada a una empresa que trabaja para el gigante energético ruso Gazprom.

## Historia

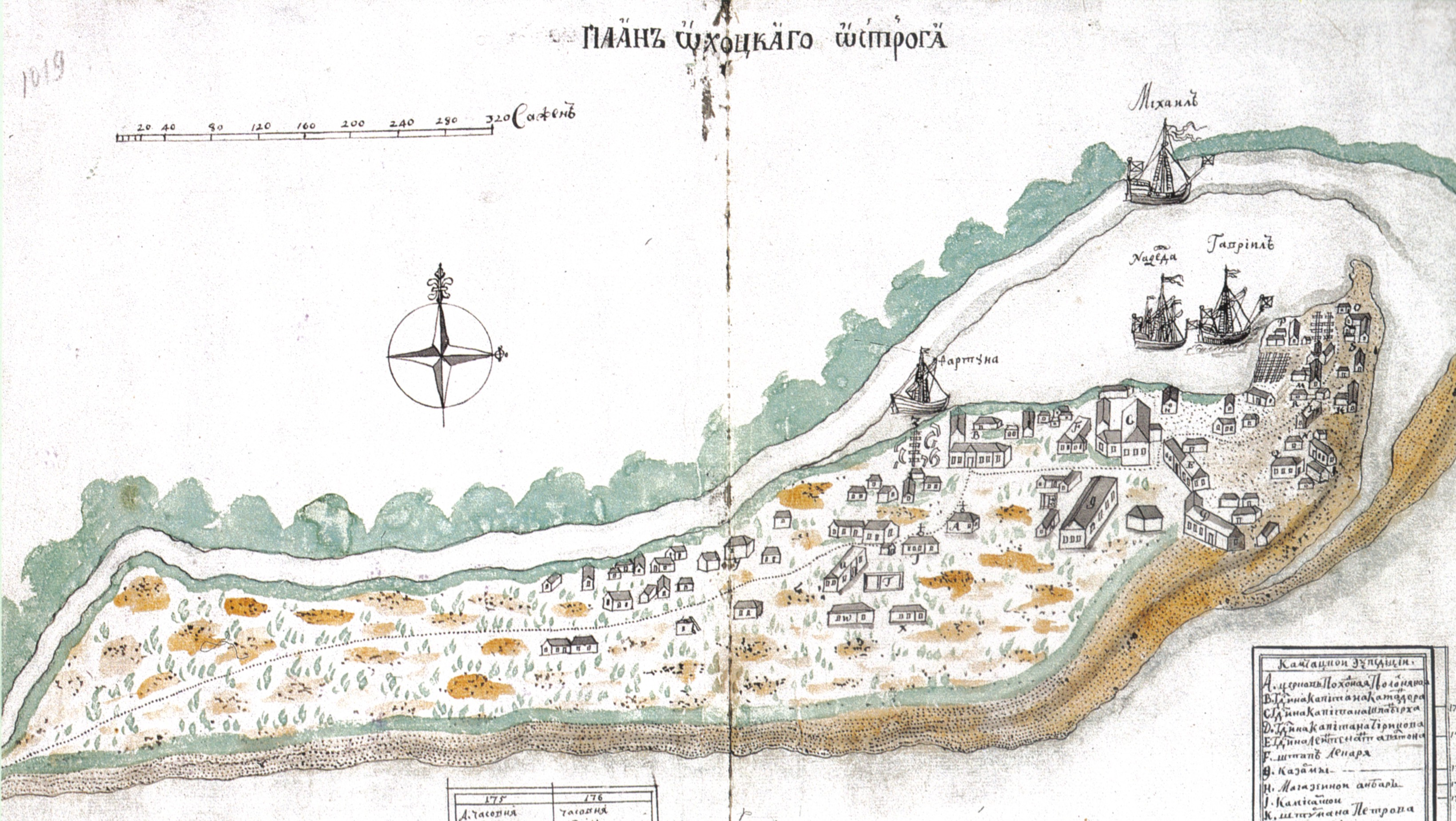
Mapa de la fortaleza de Ojotsk. 1737.

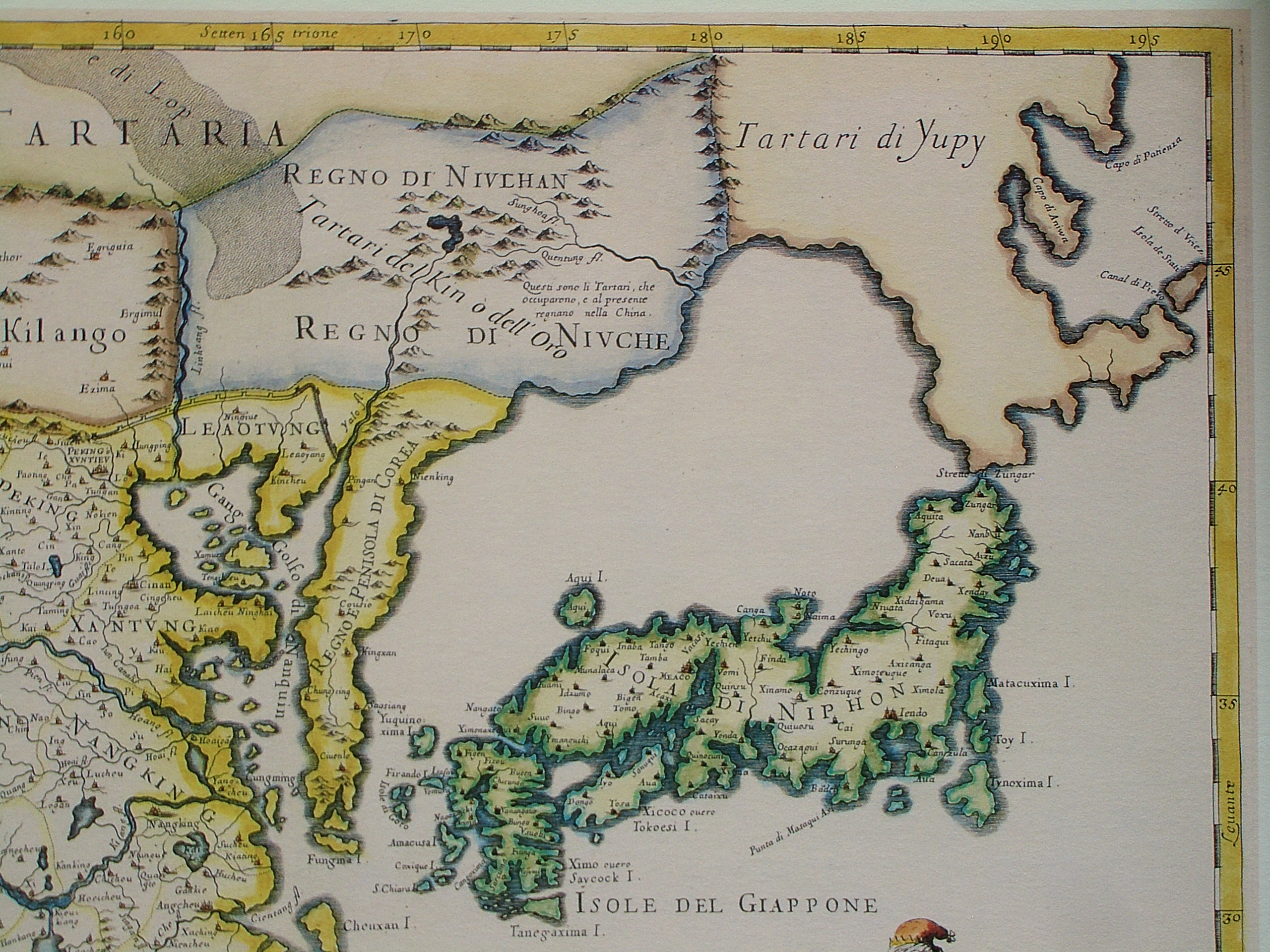
Mapa italiano de 1682, que muestra, arriba a la derecha, el cabo de Aniva, el cabo de la Paciencia, Staten Island (Isola di Stati) y el estrecho de De Vries, los accidentes que había descubierto la expedición de De Vries de 1843. Como refleja el mapa, los cartógrafos de la época pensaban que las islas de Hokkaidō y la Sajalín formaban parte del continente.

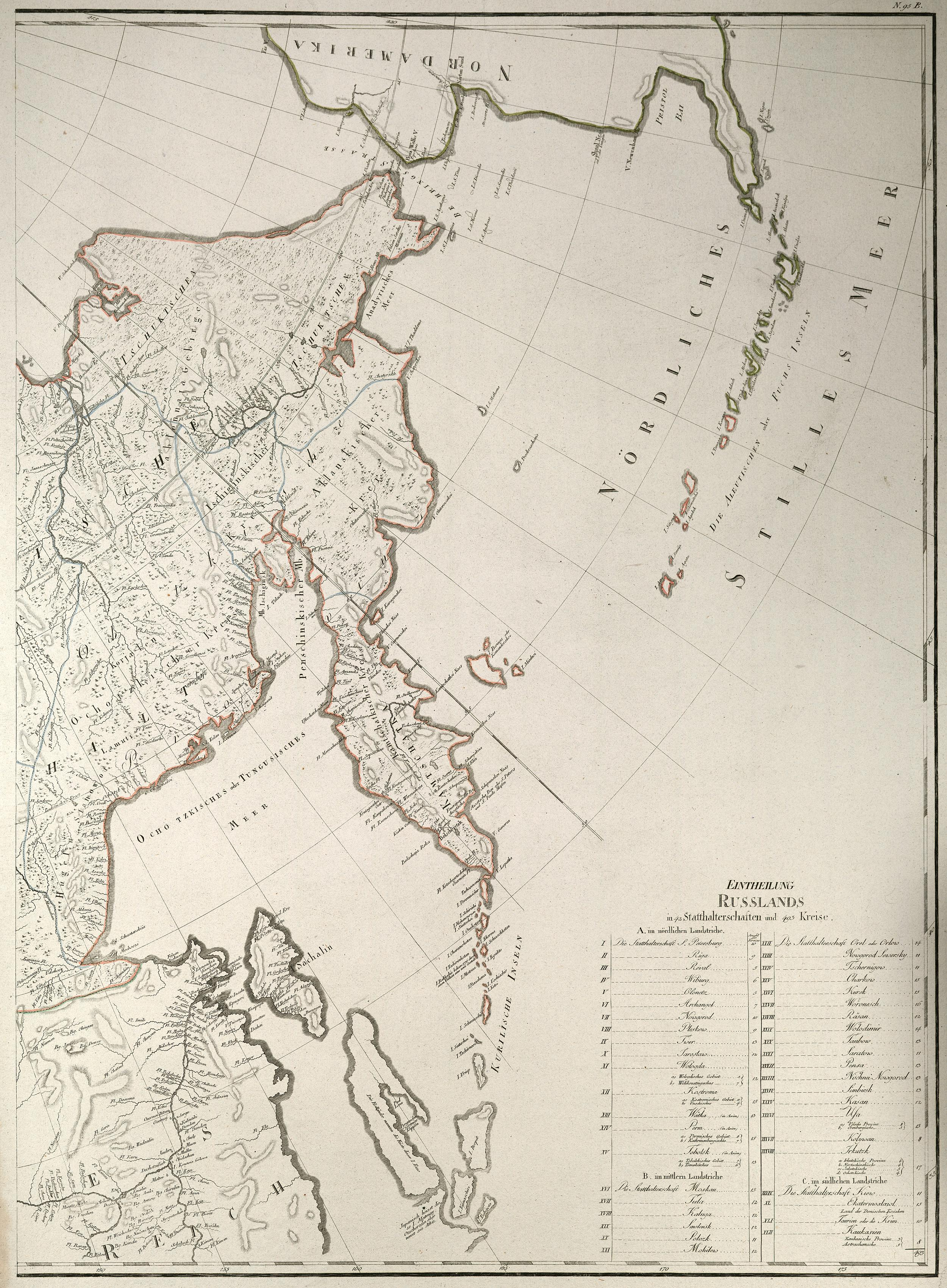
La mayoría del mar de Ojotsk, salvo la isla de Sajalín, ya estaba bien cartografiado en 1792.

Los exploradores rusos Iván Moskvitin y Vasili Poyárkov fueron los primeros europeos en visitar el mar de Ojotsk y la isla de Sajalín en la década de 1640. El primer y principal asentamiento ruso en la costa fue Ojotsk: en 1647 los cosacos fundaron un asentamiento (зимовье), y en 1649 construyeron una fortaleza (острог). 
Uno de los barcos de la expedición neerlandesa de la Compañía Holandesa de las Indias Orientales dirigida por Maarten Gerritsz Vries, el Castricum, también navegó por sus aguas en 1643. De Vries, en el verano de ese año 1643, paso entre las islas de Iturup y Urup del archipiélago de las Kuriles (ahora estrecho de Vries) y se adentró en las aguas meridionales del mar de Ojotsk. En esa expedición nombraron el golfo y el cabo de Aniva, el cabo de la Paciencia y la isla del Estado (Staten Island).
En 1716 Kuzmá Sokolov construyó en Ojotsk el primer barco y con él llegó por mar a la península de Kamchatka. Ojotsk se convirtió en un puerto y esa ruta se hizo tan popular entre los navegantes de Rusia que en 1731 Ojotsk se había establecido firmemente como el principal puerto ruso en el Pacífico. Ojotsk también fue un centro para las actividades de pesca y comercio de pieles, aunque perdió su supremacía comercial en la década de 1840 en favor de Ayán. La Compañía ruso-americana monopolizó toda la navegación comercial en el mar en la primera mitad del siglo XIX. 
Del puerto de Ojotsk fue de donde partió Vitus Bering en sus dos extraordinarias expediciones: en la primera expedición a Kamchatka en la que descubrió el estrecho de Bering; en la segunda expedición a Kamchatka, a partir de 1733, en que descubrió Alaska y en la que los hombres al mando de Bering cartografiaron sistemáticamente toda la costa de este mar. Jean-François de La Pérouse y William Robert Broughton fueron los primeros navegantes europeos no-rusos de que se tiene noticia que navegaron por estas aguas. Iván Krusenstern exploró la costa oriental de Sajalin en 1805. Mamiya Rinzo y Gennady Nevelskoy determinaron que Sajalín era una isla separada del continente por un estrecho estrecho. El primer resumen detallado de la hidrología del mar fue preparada y publicado por Stepán Makárov en 1894.
Durante la Guerra Fría, el mar de Ojotsk fue escenario de varias operaciones subversivas exitosas de la Marina de los Estados Unidos (incluida la Operación Ivy Bells) para interceptar los cables submarinos de comunicaciones de la Armada Soviética. El mar (y alrededores) también fueron escenario del derribo por las baterías antiaéreas soviéticas del vuelo 007 de Korean Air en 1983. La Flota Soviética del Pacífico utilizó el mar de Ojotsk como un bastión de los submarinos con misiles balísticos, una estrategia que Rusia aún continúa. 
El mar de Ojotsk fue un destino habitual en el siglo XIX de los buques dedicados a la caza de ballenas de los Estados Unidos. Los buques partían de Massachusetts, doblaban el cabo de Hornos y navegaban rumbo norte hacia el mar de Ojotsk, donde cazaban ballenas antes de regresar a la región oriental de Estados Unidos. El viaje tenía una duración de unos tres años, pero se realizaba con la esperanza de los grandes ingresos asociados con el enorme valor dado al aceite de ballena («blubber»). 
En agosto de 2015, el gobierno de Rusia anunció que había delimitado su nueva frontera en el mar de Ojotsk, ahora mar interior de Rusia, y que gracias a las Naciones Unidas había ganado unos 52.000 kilómetros cuadrados de plataforma continental. Esto ocurrió en el marco de la visita del primer ministro ruso Dmitri Medvédev a la isla de Iturup de las islas Kuriles, disputadas con Japón. Rusia aclaró que la acción fue consensuada con Comisión de Límites de la Plataforma Continental de la ONU y Japón. Ya en 2014 la ONU había reconocido al mar como parte de la plataforma continental rusa, obteniendo el derecho exclusivo de explotación de sus recursos. El gobierno ruso anunció que quiere utilizar el caso del Ojotsk como precedente en sus reclamaciones en el Ártico, disputado por Estados Unidos, Noruega y Canadá.

## Delimitación de la IHO
La máxima autoridad internacional en materia de delimitación de mares, la Organización Hidrográfica Internacional («International Hydrographic Organization, IHO), considera el mar de Okhotsk como un mar. En su publicación de referencia mundial, «Limits of oceans and seas» (Límites de océanos y mares, 3.ª edición de 1953), le asigna el número de identificación 54 y lo define de la forma siguiente:

En el suroeste.
Los límites noreste y norte del mar de Japón (52).
En el sudeste.
Una línea que va desde Nosyappu Saki (cabo Noshap, 43°23'N) en la isla de Hokusyû (Yezo) a través de las islas Kuriles o las Tisima hasta cabo Lopatka (sur de Kamchatka), de manera que todas las aguas del estrecho entre Hokusyû y Kamchatka están incluidas en el mar de Ojotsk.
Limits of oceans and seas, pág. 9.